# サブティリオリサス
サブティリオリサス（学名 : Subtiliolithus）は、モンゴルのネメグト層と日本の大山下層から発見された卵化石の卵属。卵は非常に薄い殻から知られているる。卵種には S. hyogoensis、S. kachchhensis、S. microtuberculatus の3卵種が含まれる。以前は別の卵科であるサブティリオリサス卵科（Subtiliolithidae）に分類されていたが、ラエヴィソウーリサスとの多くの類似点により、ラエヴィソウーリサス卵科として再分類された。ナナンティウス・ヴァリファノヴィの完全な骨格がサブティリオリサスの卵化石と共に発見され、このがエナンティオルニス類の卵であることを示唆している。